# Селниця-об-Драві
Селниця-об-Драві (словен. Selnica ob Dravi) — поселення в общині Селниця-об-Драві, Подравський регіон‎, Словенія.